# Калохори (дем Александрия)
Калохори или Нео Скилици (на гръцки: Καλοχώρι, катаревуса: Καλοχώριον, Калохорион, до 1970 година Νέο Σκυλίτσι, Нео Скилици, тоест Ново Скилици) е село в Република Гърция, дем Александрия, област Централна Македония.

## География
Селото е разположено на надморска височина от 20 m в областта Урумлък (Румлуки), западно от Бер (Верия).

## История
Селото е основано под името Нео Скилици в 1928 година като бежанско селище. Фигурира за пръв път в преброяването от 1940 година. В 1970 година Нео Скилици е прекръстено на Калохори.
Населението произвежда памук и захарно цвекло.
| Година    | 1913 | 1920 | 1928 | 1940 | 1951 | 1961 | 1971 | 1981 | 1991 | 2001 | 2011 | 2021 |
| --------- | ---- | ---- | ---- | ---- | ---- | ---- | ---- | ---- | ---- | ---- | ---- | ---- |
| Население |      |      |      | 271  | 294  | 353  | 296  | 321  | 283  | 242  | 232  | 197  |